# Biserica de lemn din Șușița

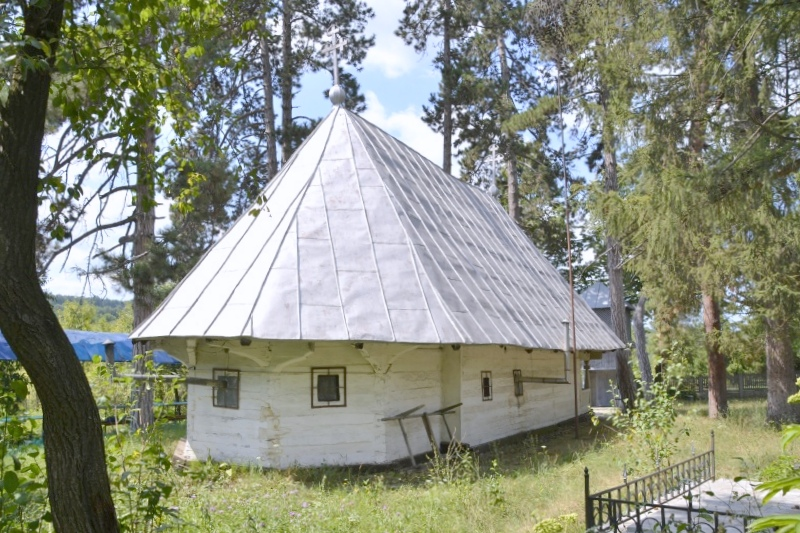
Biserica de lemn „Sfântul Ierarh Nicolae” din Șușița, comuna Grozești, județul Mehedinți.

Biserica de lemn din Șușița, comuna Grozești, județul Mehedinți, a fost construită la începutul secolului XVIII (1704). Are hramul „Sfântul Ierarh Nicolae”. Biserica se află pe lista monumentelor istorice sub codul LMI:  MH-II-m-B-10421.

## Istoric și trăsături
Biserica parohială cu hramul „Sfântul Ierarh Nicolae” din satul Șușița a fost construită în anul 1704 și se află în partea de nord a localității. Terenul pe care se află biserica și satul a aparținut Mănăstirii Tismana. Meșterii bisericii au fost Ioan Cojocaru, Gheorghe Posogean și Stegaru Butoi.
Între anii 1880-1883 au avut loc lucrări de renovare: i s-a făcut bolta, a fost tencuită la interior și pictată. Pisania de la 1883 glăsuiește: „Această biserică ce se prăznuiește cu hramul Sfântul Ierarh Nicolae s-a făcut în anul 1704 și s-a pus în reparație în anul 1880 și s-a terminat astăzi 02 octombrie 1883, după cum se vede, cu toată stăruința enoriașilor din această cătună, ajutând și alte sate vecine, zugravi fiind Anastasie Nicolae și Marin Mușetescu”.
În anul 1975 biserica a fost acoperită cu tablă galvanizată. În vecinătatea bisericii se află clopotnița din lemn și Monumentul Eroilor din Primul Război Mondial, lucrat din ciment și mozaic.